# Clemens Arnold
Clemens Arnold, född den 31 augusti 1978 i Melbourne, Australien, är en tysk landhockeyspelare.
Han tog OS-brons i herrarnas landhockeyturnering i samband med de olympiska landhockeytävlingarna 2004 i Aten.